# Bethe Correia
Bethe Correia (Campina Grande, 22 giugno 1983) è una lottatrice di arti marziali miste brasiliana attualmente sotto contratto con la Ultimate Fighting Championship, nella quale combatte nella divisione dei pesi gallo femmine.
È nota la sua rivalità con il gruppo di atlete dei pesi gallo noto come The Four Horsewomen e formato da Ronda Rousey, Shayna Baszler, Marina Shafir e Jessamyn Duke.
Per i ranking ufficiali dell'UFC è la contendente numero 7 nella divisione dei pesi gallo.

## Carriera nelle arti marziali miste

### Primi anni
Correia iniziò ad allenarsi nelle arti marziali miste per mettersi in forma ed entrare in un torneo amatoriale di MMA. Attualmente è cintura blu di Jiu-Jitsu Brasiliano e cintura viola nel Kung Fu.
La brasiliana debuttò ufficialmente come professionista nel maggio del 2012, rimanendo imbattuta per più di un anno con 6 vittorie e nessuna sconfitta.

### Ultimate Fighting Championship
Nell'ottobre del 2013 firmò un contratto con la Ultimate Fighting Championship, per poi debuttare a dicembre contro una veterana delle MMA Julie Kedzie all'evento UFC Fight Night: Hunt vs. Bigfoot, vincendo per decisione non unanime.
Ad aprile del 2014 ad UFC 172, vinse l'incontro con Jessamyn Duke per decisione unanime. Mentre il 30 agosto dello stesso anno, ad UFC 177, affrontò Shayna Baszler. Questo incontro, inizialmente equilibrato, fu vinto da Correia per KO tecnico dopo aver sferrato un numero impressionante di colpi sul volto di Baszler che, per stanchezza, era rimasta appoggiata alla gabbia nel tentativo di riprendere fiato. La brasiliana mandò a segno più dell'ottanta per cento dei suoi colpi in piedi.

#### Opportunità per il titolo
Dopo aver ottenuto la terza vittoria consecutiva in UFC, la Correira venne sfidata dalle ex campionesse dei pesi gallo Strikeforce Sarah Kaufman e Miesha Tate. "Un sacco di ragazze del roster UFC vogliono un incontro con me", disse la Correia. Inizialmente decise di voler affrontare la Kaufman, ma in seguito venne presa dal desiderio di voler competere per la cintura dei pesi gallo e affrontare quindi Ronda Rousey.
Dopo la vittoria contro la Duke e la dominante performance contro la Baszler, la UFC annunciò a marzo l'incontro tra la brasiliana e l'attuale campionessa Rousey in un match valido per il titolo, tutto organizzato per il 1º di agosto a Rio de Janeiro.
A seguito del fatto che la campionessa terminò gli ultimi incontri nella prima ripresa, la Correia affermò in modo molto confidenziale di infliggere a Rousey la peggiore sconfitta della sua carriera, affermando anche di voler terminare il match per KO. In realtà sarà la campionessa in carica ad infliggerle una dura sconfitta al primo round proprio per KO.
Dopo UFC 190, la Correia espresse il desiderio di voler affrontare Miesha Tate e Jessica Eye, ma entrambe le lottatrici rifiutarono la proposta. Successivamente, la Eye decise di voler affrontare la brasiliana in primavere del 2016.
Ad aprile del 2016 affrontò Raquel Pennington all'evento UFC on Fox: Teixeira vs. Evans. Dopo un match molto combattuto, venne sconfitta per decisione non unanime. Mentre a settembre, all'evento UFC 203, sconfisse per decisione non unanime Jessica Eye.

## Risultati nelle arti marziali miste
| Risultato | Record | Avversario                | Metodo                         | Evento                                  | Data              | Round | Tempo | Luogo                      | Note                                                              |
| --------- | ------ | ------------------------- | ------------------------------ | --------------------------------------- | ----------------- | ----- | ----- | -------------------------- | ----------------------------------------------------------------- |
| Sconfitta | 11-5-1 | Pannie Kianzad            | Decisione (unanime)            | UFC on ESPN: Whittaker vs. Till         | 26 luglio 2020    | 3     | 5:00  | Abu Dhabi, Emirati Arabi   |                                                                   |
| Vittoria  | 11-4-1 | Sijara Eubanks            | Decisione (unanime)            | UFC Fight Night: Rodriguez vs. Stephens | 21 settembre 2019 | 3     | 5:00  | Città del Messico, Messico |                                                                   |
| Sconfitta | 10-4-1 | Irene Aldana              | Sottomissione (armbar)         | UFC 237: Namajunas vs. Andrade          | 11 maggio 2019    | 3     | 3:24  | Rio de Janeiro, Brasile    | Incontro catchweight (141 lbs). Correia manca il taglio del peso. |
| Sconfitta | 10-3-1 | Holly Holm                | KO (calcio alla testa e pugni) | UFC Fight Night: Holm vs. Correia       | 17 giugno 2017    | 3     | 1:09  | Kallang, Singapore         |                                                                   |
| Pareggio  | 10-2-1 | Marion Reneau             | Decisione (maggioritaria)      | UFC Fight Night: Belfort vs. Gastelum   | 11 marzo 2017     | 3     | 5:00  | Fortaleza, Brasile         |                                                                   |
| Vittoria  | 10-2   | Jessica Eye               | Decisione (non unanime)        | UFC 203: Miocic vs. Overeem             | 10 settembre 2016 | 3     | 5:00  | Cleveland, Stati Uniti     |                                                                   |
| Sconfitta | 9-2    | Raquel Pennington         | Decisione (non unanime)        | UFC on Fox: Teixeira vs. Evans          | 16 aprile 2016    | 3     | 5:00  | Tampa, Stati Uniti         |                                                                   |
| sconfitta | 9-1    | Ronda Rousey              | KO Tecnico (pugni)             | UFC 190: Rousey vs. Correia             | 1 agosto 2015     | 1     | 0:34  | San Paolo, Brasile         | Per il titolo dei Pesi Gallo UFC                                  |
| Vittoria  | 9-0    | Shayna Baszler            | KO Tecnico (pugni)             | UFC 177: Dillashaw vs. Soto             | 30 agosto 2014    | 2     | 1:56  | Sacramento, Stati Uniti    |                                                                   |
| Vittoria  | 8-0    | Jessamyn Duke             | Decisione (unanime)            | UFC 172: Jones vs. Teixeira             | 26 aprile 2014    | 3     | 5:00  | Baltimora, Stati Uniti     |                                                                   |
| Vittoria  | 7-0    | Julie Kedzie              | Decisione (non unanime)        | UFC Fight Night: Hunt vs. Bigfoot       | 7 dicembre 2013   | 3     | 5:00  | Brisbane, Australia        | Debutto in UFC                                                    |
| Vittoria  | 6-0    | Erica Paes                | Decisione (unanime)            | Jungle Fight 54                         | 29 giugno 2013    | 3     | 5:00  | Barra do Piraí, Brasile    |                                                                   |
| Vittoria  | 5-0    | Juliete de Souza Silva    | Decisione (unanime)            | WCC: W-Combat 17                        | 1 giugno 2013     | 3     | 5:00  | Macapá, Brasile            |                                                                   |
| Vittoria  | 4-0    | Anne Karoline             | KO Tecnico (pugni)             | Bokum FC                                | 12 aprile 2013    | 2     | -     | Aracaju, Brasile           |                                                                   |
| Vittoria  | 3-0    | Elaine Albuquerque        | Decisione (unanime)            | Heat FC 4: The Return                   | 18 ottobre 2012   | 3     | 5:00  | Natal, Brasile             |                                                                   |
| Vittoria  | 2-0    | Daniely dos Santos Matias | Decisione (unanime)            | Fort MMA 2: Higo vs. Kevin              | 27 luglio 2012    | 3     | 5:00  | Mossoró, Brasile           |                                                                   |
| Vittoria  | 1-0    | Daniela Maria da Silva    | Decisione (unanime)            | First Fight: Revelations                | 31 maggio 2012    | 3     | 5:00  | Parnamirim, Brasile        |                                                                   |